# Slim Mahfoudh
Slim Mahfoudh (en árabe, سليم محفوظ), (Túnez, 19 de enero de 1942-Bab Menara30 de julio de 2017) fue un actor tunecino.

## Filmografía

### Cine
- 1980 : C'est pas moi, c'est lui de Pierre Richard
- 1980 : Le Larron de Pasquale Festa Campanile
- 1982 : Deux Heures moins le quart avant Jésus-Christ de Jean Yanne
- 1982 : L'Étoile du Nord de Pierre Granier-Deferre
- 1984 : Par où t'es rentré ? On t'a pas vu sortir de Philippe Clair
- 2004 : Le Prince de Mohamed Zran